# هری پاتر (مجموعه‌فیلم)
فیلم‌های هری پاتر که فیلم‌هایی انگلیسی-آمریکایی هستند، بر اساس کتاب‌های هری پاتر و با همان نام‌های کتاب ساخته شده‌اند. نویسندهٔ این کتاب‌ها، جوآن «جو» رولینگ که بیشتر با نام جی. کی. رولینگ (به انگلیسی: J. K. Rowling) است، نوشته شده‌است. او امتیاز ساخت فیلم را در سال ۱۹۹۹ به شرکت برادران وارنر با قراردادی بالغ بر یک میلیون یورو فروخت. از نکات قابل توجه این قرارداد، اصرار جی.کی. رولینگ بر استفاده از بازیگران انگلیسی در این فیلم‌ها است.
آخرین فیلم ساخته شده از این مجموعه، بیستمین سالگرد هری پاتر: بازگشت به هاگوارتز (انگلیسی: Harry Potter 20th Anniversary: Return to Hogwarts) یک ویژه برنامهٔ تجدید دیدار از مجموعه‌فیلم‌های هری پاتر است که در ۱ ژانویهٔ ۲۰۲۲ از اچ‌بی‌او مکس نمایش داده شد. این برنامه برای بیستمین سالگرد انتشار هری پاتر و سنگ جادو (۲۰۰۱) ساخته شده‌است. این برنامه توسط استودیوهای تلویزیون برادران وارنر با همکاری وارنر هورایزن و به تهیهٔ کیسی پترسون ساخته شده‌است.
قرار است سریال هری پاتر ساخته و از شبکه مکس اورجینال پخش بشود.فیلمبرداری این مجموعه آغاز شده است و قرار است از سال ۲۰۲۷ روی آنتن برود.
این فیلم که براساس کتاب‌های داستانی هری پاتر نوشته شده، داستان پسر نوجوانی به نام هری پاتر است که در زمان تولدش، جادوگر شیاطین به نام ولدمورت، مادر و پدر جادوگرش را به قتل رسانده‌است. داستان این هشت فیلم، دشمنی‌ها و جنگ‌های او و ولدمورت است.
در سال ۲۰۱۲، هشت‌گانه فیلم‌های هری پاتر، به فروشی بیشتر از ۷٫۷ میلیارد دلار رسید. در کل ۸ فیلم از داستان هری پاتر ساخته شده‌است که تمام آنها جزء ۱۰۰ فیلم پرفروش تاریخ بودند. همچنین آخرین فیلم هری پاتر با نام هری پاتر و یادگاران مرگ - قسمت دوم، چهاردهمین فیلم پرفروش تاریخ است.

## بازیگران

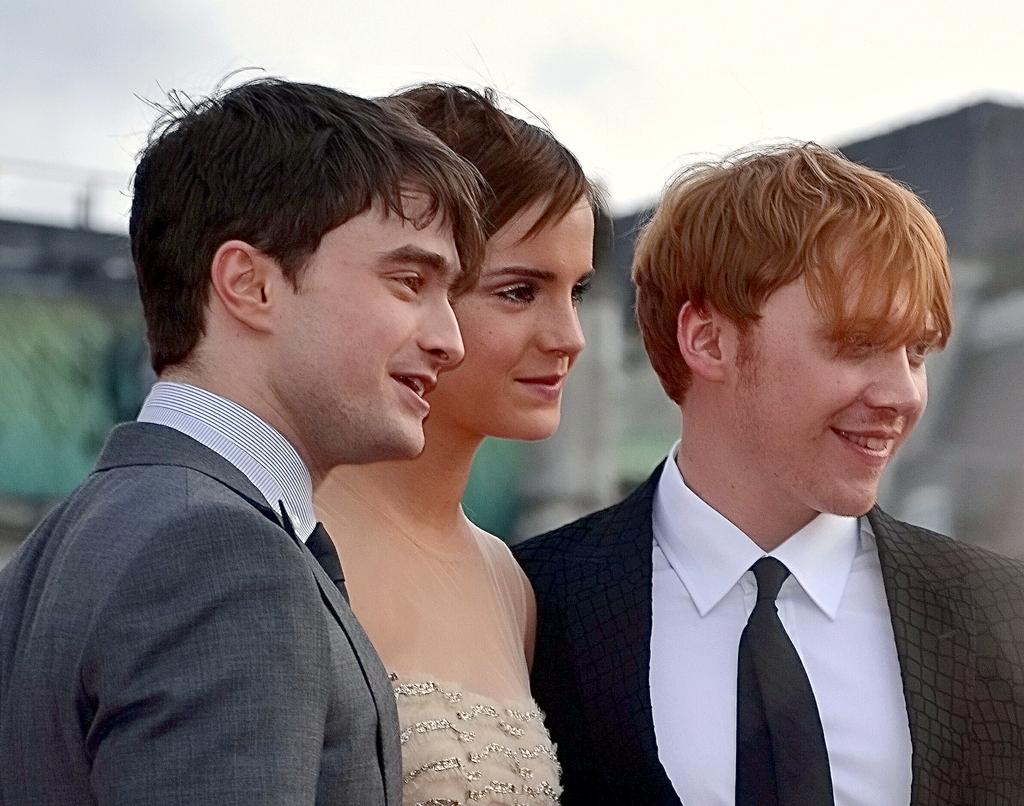
از سمت راست به چپ: روپرت گرینت، اما واتسون و دنیل رادکلیف

| نقش                           | بازیگر                         | توضیحات |
| ----------------------------- | ------------------------------ | --- |
| هری پاتر                      | دنیل ردکلیف                    | نقش اصلیپسر جیمز و لیلی و در انتها همسر جینی ویزلی                                                                               |
| رون ویزلی                     | روپرت گرینت                    | دوست صمیمی هری پاتر و در انتها همسر هرمیون گرنجر                                                                                 |
| هرمیون گرنجر                  | اما واتسون                     | دوست صمیمی هری پاتر و در انتها همسر رون ویزلی                                                                                    |
| آلبوس دامبلدور                | ریچارد هریس(فیلم اول و دوم)    | مدیر مدرسه هاگوارتز و یکی از بزرگترین جادوگران دنیا                                                                              |
| آلبوس دامبلدور                | مایکل گمبون(فیلم سوم به بعد)   | مدیر مدرسه هاگوارتز و یکی از بزرگترین جادوگران دنیا                                                                              |
| مینروا مک‌گوناگل               | مگی اسمیت                      | معاون مدرسه هاگوارتزاستاد درس تغییر شکلرئیس گروه گریفیندور                                                                       |
| سوروس اسنیپ                   | آلن ریکمن                      | استاد درس معجون سازیاستاد درس دفاع در برابر جادوی سیاهرئیس گروه اسلیترین                                                         |
| نویل لانگ باتم                | متیو لوئیس                     | دوست هری پاتر که در گیاه شناسی استعداد بالایی دارداز اعضای ارتش دامبلدور                                                         |
| روبیوس هاگرید                 | رابی کالترین                   | نگهبان موجودات جنگل ممنوعهاستاد درس نگهداری از موجودات جادویی                                                                    |
| دراکو مالفوی                  | تام فلتون                      | دشمن هری پاتر و پسر لوسیس مالفوی و نارسیسا بلک                                                                                   |
| جینی ویزلی                    | بانی رایت                      | خواهر رون ویزلی و در انتها همسر هری پاتر                                                                                         |
| سیریوس بلک                    | گری الدمن(فیلم ۸،۵،۴،۳)        | پدرخوانده هری پاتر و دوست صمیمی جیمز و لیلیعضو سابق محفل ققنوس                                                                   |
| بلاتریکس لسترنج               | هلنا بونهام کارتر(۵ تا ۸)      | مرگ خوار ارشد ولدمورت که پسرعمویش سیریوس بلک را کشت                                                                              |
| لرد ولدمورت                   | ریف فاینز(بزرگسالی)            | با نام اولیه تام مارولو ریدل دشمن اصلی هری پاتر که پدر و مادرش را در در کودکی کشته بود                                           |
| لرد ولدمورت                   | کریستین کالسون(جوانی)          | با نام اولیه تام مارولو ریدل دشمن اصلی هری پاتر که پدر و مادرش را در در کودکی کشته بود                                           |
| لرد ولدمورت                   | فرانک دیلین(نوجوانی)           | با نام اولیه تام مارولو ریدل دشمن اصلی هری پاتر که پدر و مادرش را در در کودکی کشته بود                                           |
| لرد ولدمورت                   | هیرو فاینز-تیفین(کودکی)        | با نام اولیه تام مارولو ریدل دشمن اصلی هری پاتر که پدر و مادرش را در در کودکی کشته بود                                           |
| لونا لاوگود                   | ایوانا لینچ(فیلم ۵ تا ۸)       | عضو گروه ریونکلا و دوست هری پاتر که مانند هری پاتر توانایی دیدن و شنیدن چیزهایی را دارد که بقیه قادر به دیدن و شنیدن آنها نیستند |
| آلستور مودی                   | برندن گلیسون(فیلم ۷،۵،۴)       | یکی از کاراگاه‌های معروف و خبرهٔ وزارت سحر و جادو که مدتی هم استاد درس دفاع در برابر جادوی سیاه بود و همچنین عضو محفل ققنوس بود    |
| فرد ویزلی                     | جیمز فلپس                      | برادران دوقلوی رون ویزلی و جینی ویزلی                                                                                            |
| جرج ویزلی                     | اولیور فلپس                    | برادران دوقلوی رون ویزلی و جینی ویزلی                                                                                            |
| مالی ویزلی                    | جولی والترز                    | مادر رون، جینی ، فرد و جورج ویزلی و عضو محفل ققنوس                                                                               |
| آرتور ویزلی                   | مارک ویلیامز                   | پدر رون، جینی ، فرد و جورج ویزلی و عضو محفل ققنوس                                                                                |
| بیلی ویزلی                    | ریچارد فیش                     | پسر بزرگ خانواده ویزلی و همسر فلور دلاکور                                                                                        |
| جیمز پاتر                     | رابی جرویس(کودکی)              | همسر لیلی ایوانز و پدر هری پاتر و عضو محفل ققنوس که توسط ولدمورت کشته شده بود                                                    |
| جیمز پاتر                     | آدریان راولینز(بزرگسالی)       | همسر لیلی ایوانز و پدر هری پاتر و عضو محفل ققنوس که توسط ولدمورت کشته شده بود                                                    |
| لیلی ایوانز (لیلی پاتر)       | الی دارسی-آلدن(کودکی)          | همسر جیمز پاتر و مادر هری پاتر و عضو محفل ققنوس که توسط ولدمورت کشته شده بود                                                     |
| لیلی ایوانز (لیلی پاتر)       | جرالدین سامرویل(بزرگسالی)      | همسر جیمز پاتر و مادر هری پاتر و عضو محفل ققنوس که توسط ولدمورت کشته شده بود                                                     |
| پرسی ویزلی                    | کریس رانکین                    | برادر بزرگتر رون و جینی ویزلی |
| نیمفادورا تانکس               | ناتالیا تنا(فیلم ۵ تا ۸)       | همسر ریموس لوپین و عضو محفل ققنوس                                                                                                |
| کینگزلی شکلبولت               | جورج هریس(فیلم ۸،۷،۵)          | یکی از افسران وزارت سحر و جادو                                                                                                   |
| دلوریس آمبریج                 | ایملدا استنتون (فیلم ۷،۵)      | بازرس عالی وزارت سحر و جادو |
| ریموس لوپین                   | دیوید تیولیس(فیلم ۸،۷،۶،۵،۳)   | استاد دفاع در برابر جادوی سیاه و عضو محفل ققنوس                                                                                  |
| لوسیوس مالفوی                 | جیسون آیزکس                    | یکی از مرگ‌خواران ولدمورت و پدر دراکو مالفوی                                                                                      |
| وینست کراب                    | جیم وایلت                      | عضو گروه اسلیترین و دوست دراکو مالفوی                                                                                            |
| گرگوری گویل                   | جوشا هردمن                     | عضو گروه اسلیترین و دوست دراکو مالفوی                                                                                            |
| چو چانگ                       | کیتی لیونگ(فیلم ۴ تا ۸)        | از اعضای ارتش دامبلدور و عضو گروه ریونکلامعشوقه اول هری پاتر                                                                     |
| خاله پتونیا                   | فیونا شاو(فیلم ۷،۵،۳،۲،۱)      | خاله هری پاتر و سرپرست او |
| ورنون دورسلی                  | ریچارد گریفیتس(فیلم ۷،۵،۳،۲،۱) | شوهر خاله هری پاتر |
| دادلی دورسلی                  | هری ملینگ(فیلم ۷،۵،۳،۲،۱)      | پسر خاله هری پاتر |
| آرگوس فیلچ                    | دیوید بردلی                    | سرایدار مدرسه هاگوارتز |
| فیلیوس فیلیت‌ ویک              | وارویک دیویس                   | استاد درس وردها و افسون ها و رئیس گروه ریونکلاو                                                                                  |
| سیبل تریلانی                  | اما تامسون فیلم (۸،۵،۳)        | استاد درس پیشگویی |
| سیموس فینیگان                 | دوون مورای                     | از اعضای ارتش دامبلدور و عضو گروه گریفیندور                                                                                      |
| آبرفورت دامبلدور              | کیران هایندز (فیلم آخر)        | برادر آلبوس دامبلدور |
| کورنلیوس فاج                  | رابرت هاردی(فیلم ۱ تا ۵)       | رهبر وزارت سحر و جادو |
| پادما پتیل                    | افشان آزاد(فیلم ۴ تا ۸)        | از اعضای ارتش دامبلدور و عضو گروه گریفیندور                                                                                      |
| پراوتی پتیل                   | شفالی چادهری(فیلم ۶،۵،۴)       | از اعضای ارتش دامبلدور و عضو گروه گریفیندور                                                                                      |
| پراوتی پتیل                   | سیتارا شاه(فیلم ۳)             | از اعضای ارتش دامبلدور و عضو گروه گریفیندور                                                                                      |
| لاوندر براون                  | کاتلین کولی(فیلم ۲)            | از اعضای ارتش دامبلدور و عضو گروه گریفیندور                                                                                      |
| لاوندر براون                  | جنیفر اسمیت(فیلم ۳)            | از اعضای ارتش دامبلدور و عضو گروه گریفیندور                                                                                      |
| لاوندر براون                  | جسی کیو(فیلم ۸،۷،۶)            | از اعضای ارتش دامبلدور و عضو گروه گریفیندور                                                                                      |
| دین توماس                     | آلفرد ایناک                    | از اعضای ارتش دامبلدور و عضو گروه گریفیندور                                                                                      |
| کتی بل                        | امیلی دیل(فیلم ۱ و ۲)          | از اعضای ارتش دامبلدور و عضو گروه گریفیندور که در فیلم ششم توسط دراکو مالفوی طلسم شد                                             |
| کتی بل                        | جورجینا لئونیداس(فیلم ۸،۷،۶)   | از اعضای ارتش دامبلدور و عضو گروه گریفیندور که در فیلم ششم توسط دراکو مالفوی طلسم شد                                             |
| هانا آبوت                     | شارلوت اسکوک(فیلم ۲ و ۴)       | از اعضای ارتش دامبلدور و عضو گروه هافلپاف                                                                                        |
| آنجلینا جانسون                | دنیل تابور(فیلم ۳،۲،۱)         | عضو گروه گریفیندور و در نهایت همسر جورج ویزلی                                                                                    |
| آنجلینا جانسون                | تیانا بنجامین(فیلم ۴)          | عضو گروه گریفیندور و در نهایت همسر جورج ویزلی                                                                                    |
| پانسی پارکینسون               | جنویو گانت(فیلم ۳)             | عضو گروه اسلیترین |
| پانسی پارکینسون               | اسکارلت بایرن(فیلم ۸،۷،۶)      | عضو گروه اسلیترین |
| رومیلدا وین                   | آنا شافر(فیلم ۸،۷،۶)           | عضو گروه گریفیندور |
| نارسیسا مالفوی                | هلن مک‌کوری(فیلم ۸،۷،۶)         | همسر لوسیس مالفوی و مادر دراکو مالفوی                                                                                            |
| پومونا اسپروات                | میریام مارگولیس(فیلم ۲ و ۸)    | استاد درس گیاه شناسی و رئیس گروه هافلپاف                                                                                         |
| هوریس اسلاگهورن               | جیم برودبنت(فیلم ۶ و ۸)        | استاد درس معجون ها |
| ریتا اسکیتر                   | میراندا ریچاردسون(فیلم ۴ و ۷)  | خبرنگار روزنامه دیلی پرافیت |
| گیلدروی لاکهارت               | کنت برانا(فیلم دوم)            | استاد درس دفاع در برابر جادوی سیاه                                                                                               |
| پروفسور کوئیرل                | ایان هارت(فیلم اول)            | استاد درس دفاع در برابر جادوی سیاه                                                                                               |
| پیتر پتی‌گرو                   | تیموتی اسپال(فیلم ۳ تا ۸)      | جاسوس ولدمورت که به جیمز و لیلی خیانت کرد و باعث مرگ آنها شد                                                                     |
| پاپی پامفری (مادام پامفری)    | جما جونز(فیلم ۸،۶،۲)           | درمانگر مدرسه هاگوارتز |
| فلور دلاکور                   | کلمانس پوئزی(فیلم ۸،۷،۴)       | قهرمان مدرسه بوباتن در مسابقه جام آتش و در نهایت همسر بیل ویزلی                                                                  |
| گاریک اولیواندر               | جان هرت(فیلم ۸،۷،۴،۱)          | صاحب مغازه چوبدستی در خیابان دیاگون‌                                                                                              |
| الیمپ ماکسیم (مادام ماکسیم)   | فرانسیس د لا تور(فیلم ۴ و ۷)   | مدیر مدرسه جادوگری بوباتن و دوست صمیمی هاگرید                                                                                    |
| مارتل گریان                   | شرلی هندرسون(فیلم ۲ و ۴)       | روح سرگردان دستشویی طبقه پنجم که ولدمورت توسط اژدهای اسلایدرین او را کشته بود                                                    |
| نیک تقریبا بی سر              | جان کلیز(فیلم ۱ و ۲)           | روح سرگردان گریفیندور |
| بانوی خاکستری (هلما ریونکلاو) | نینا یانگ(فیلم اول)            | روح سرگردان ریونکلاو |
| بانوی خاکستری (هلما ریونکلاو) | کلی مکدونالد(فیلم آخر)         | روح سرگردان ریونکلاو |
| بارون خون آلود                | ترنس بیلر(فیلم ۱)              | روح سرگردان اسلیترین |
| راهب چاق                      | سیمون فیشر بیکر(فیلم ۱)        | روح سرگردان هافلپاف |
| بد عنق                        | ریک مایال(فیلم ۱)              | روح سرگردان خرابکار |
| بانوی چاق                     | الیزابت اسپرینگز(فیلم اول)     | یکی از تابلو های نقاشی در راه پله هاگوارتز                                                                                       |
| بانوی چاق                     | داون فرنچ(فیلم سوم)            | یکی از تابلو های نقاشی در راه پله هاگوارتز                                                                                       |
| دابی                          | توبی جونز(صداپیشه)             | جن خانگی خانواده مالفوی که توسط هری پاتر آزاد شد                                                                                 |
| کریچر                         | تیموتی بیتسون(صداپیشه)         | جن خانگی خانواده بلک که از دورگه ها متفر است                                                                                     |

## هری پاتر و سنگ جادو
هری پاتر و سنگ جادو (به انگلیسی: Harry Potter and the Philosopher's Stone) (در آمریکا: Harry Potter and the Sorcerer's Stone) فیلمی فانتزی، به مدت ۱۵۲ دقیقه، محصول سال ۲۰۰۱ به کارگردانی کریس کلمبوس است که توسط شرکت برادران وارنر توزیع شد. این فیلم بر اساس کتابی با همین نام که نوشتهٔ جی. کی. رولینگ است، ساخته شده و نخستین فیلم از مجموعهٔ فیلم‌های هری پاتر می‌باشد.

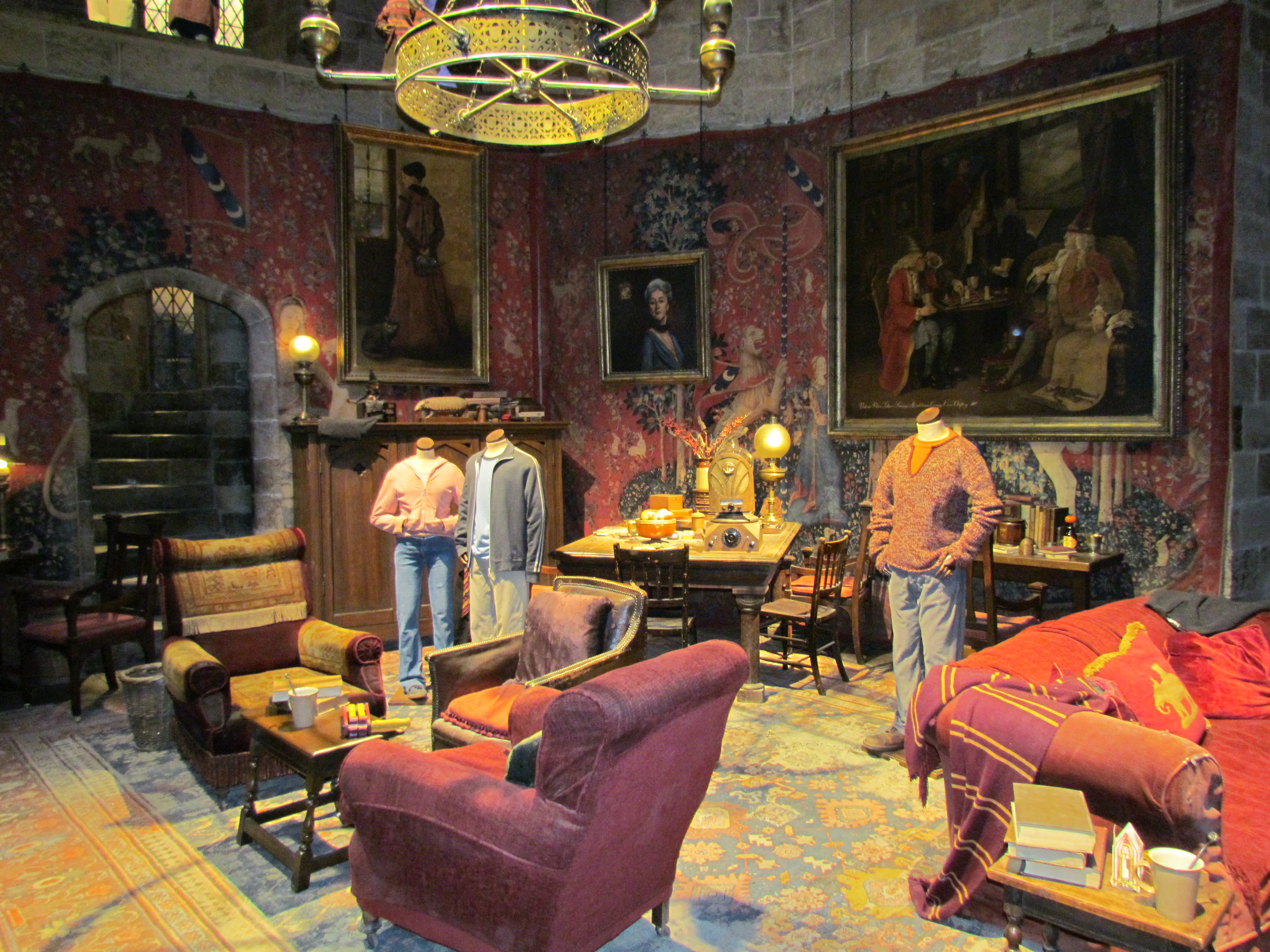
سالن مخصوص گریفیندور در اولین فیلم

### داستان
هری پاتر،  پسر یتیمی است که توسط خاله و شوهر خاله‌ی خود بزرگ شده‌است. در سن یازده سالگی روبیوس هاگرید، مردی غول پیکر، از او دعوت می‌کند که به مدرسه جادوگری هاگوارتز بیاید. همچنین به او می‌گوید که پدر و مادرش جادوگر بوده اند و به دست جادوگر شیاطین(جادوگر سیاه)، لرد ولدمورت، کشته شده‌اند. ولدمورت، اقدام به کشتن هری نیز کرده ولی موفق به این کار نشده‌است. به همین دلیل به هری لقب «پسری که زنده ماند» را داده‌اند. هری، اولین سالش را در مدرسه جادوگری هاگوارتز می‌گذراند و دوستان جدیدی به نام رون ویزلی و هرماینی گرنجر پیدا می‌کند. در همین سال گرفتار داستان سنگ جادو نیز می‌شود که داستان اصلی فیلم هم براساس همین سنگ است.

### فروش
فیلم هری پاتر و سنگ جادو با بودجه ۱۲۵ میلیون دلاری، در حدود ۶۶٬۰۹۶٬۰۶۰ پوند در انگلستان، ۳۱۷٬۵۷۵٬۵۵۰ دلار در آمریکا و ۹۷۴٬۷۵۵٬۳۷۱ دلار در مجموع در جهان فروش رفته‌است و هم چنین در بین ۱۰۰ فیلم پرفروش تاریخ، در رده‌ی ۴۴ جدول قرار دارد.

## هری پاتر و تالار اسرار
هری پاتر و تالار اسرار (به انگلیسی: Harry Potter and the Chamber of Secrets) دومین فیلم از مجموعه فیلم‌های هری پاتر، فیلمی ۱۶۱ دقیقه ای که محصول شرکت برادران وارنر سال ۲۰۰۲ است. این قسمت نیز بر اساس کتاب هری پاتر و تالار اسرار ساخته شده‌است. یکی از نکات قابل ذکر در این فیلم، آخرین حضور ریچارد هریس در نقش دامبلدور است.

### داستان
هری، رون و هرماینی  به هاگوارتز برای سال دومشان بازگشته‌اند و با چالش بیشتری مواجه شده‌اند. تالار اسرار باز شده‌است و دانش آموزان مجبور به ترک هاگوارتز می‌شوند. هری باید با وارث سالازار اسلیترین (بنیان‌گذار تالار) روبه‌رو شود. او نیز مانند هری می‌تواند به زبان مار‌ها حرف بزند.

### فروش
فیلم هری پاتر و تالار اسرار با بودجه ۱۰۰ میلیون دلاری، در حدود ۸۷۹٬۲۲۵٬۱۳۵ دلار فروش رفته‌است و هم چنین در بین ۱۰۰ فیلم پرفروش تاریخ، در رده‌ی ۶۴ جدول قرار دارد.

## هری پاتر و زندانی آزکابان

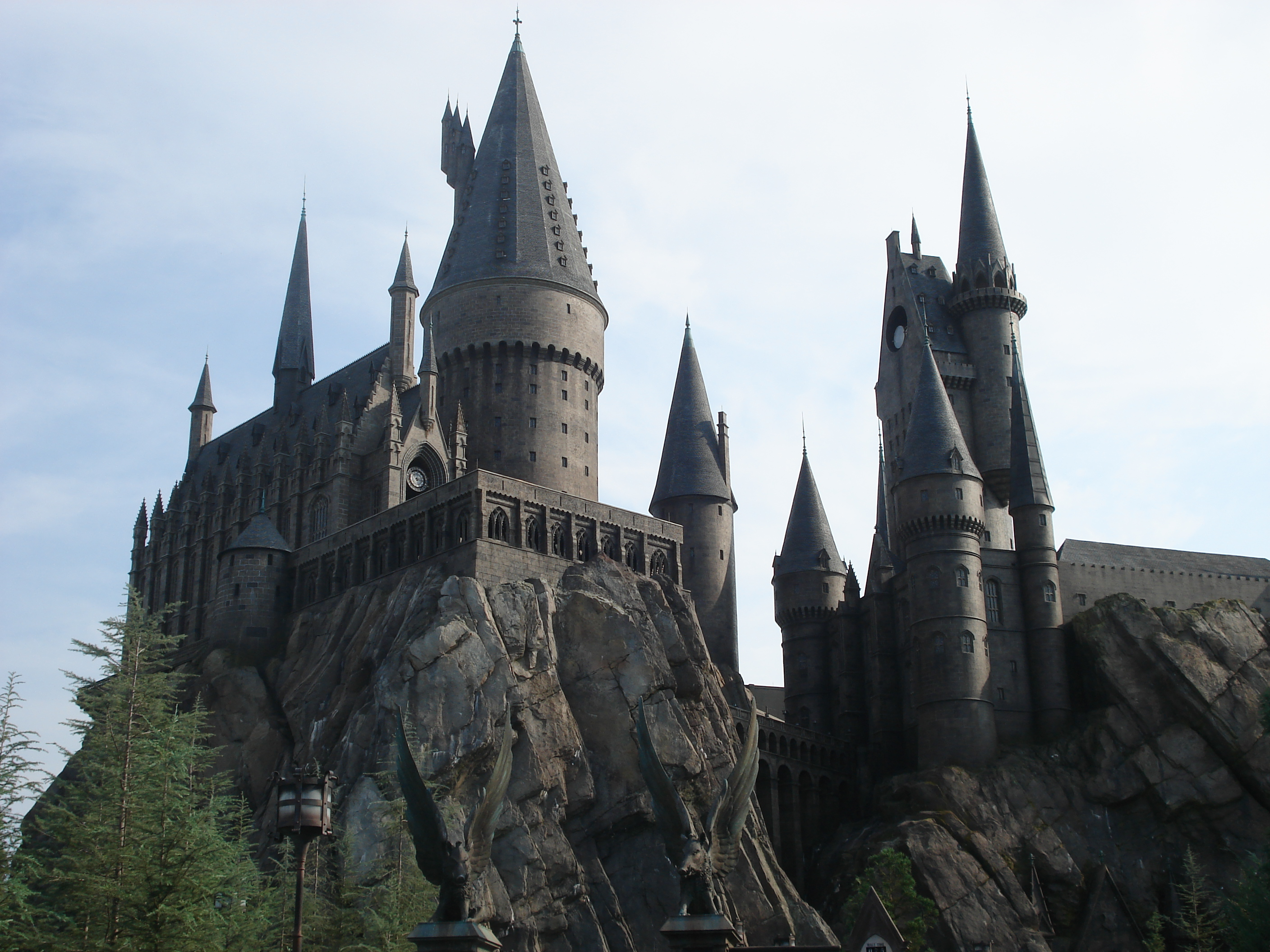
ماکت هاگوارتز در پارک اورلاندو

فیلمی ۱۴۲ دقیقه ای به کارگردانی آلفونسو کوارون (به انگلیسی: Alfonso Cuarón) مکزیکی در ۳۱ مه ۲۰۰۴ اکران شد و کاندیدای دو جایزه یکی برای موسیقی متن و دیگری جلوه‌های ویژه شد.
بعضی از رکوردهای این فیلم عبارت‌اند از: فروش ۲۰میلیون یورو در ۳ روز نخست اکران فیلم، مجموعاً ۹۰٫۳ میلیون یورو در ده روز اکران فیلم. در کل این فیلم با درآمد ۵۴۰ میلیون دلار کمترین درآمد را در بین سری فیلم‌های هری پاتر داشته‌است.

### داستان
سال سوم هری در هاگوارتز شروع شده و او همراه دوستان خود به هاگوارتز بر می‌گردند. استاد جدیدی که به مدرسه اضافه شده‌است پروفسور لوپین است که درس دفاع در برابر جادوی سیاه را درس می‌دهد. در همین سال سیریوس بلک یک قاتل فراری از زندان آزکابان فرار کرده‌است. به همین دلیل دیوانه‌سازهای زندان آزکابان به دنبال او هستند.

### فروش
فیلم هری پاتر و زندانی آزکابان با بودجه ۱۳۰ میلیون دلاری، در حدود ۷۹۶٬۹۰۷٬۳۲۳ دلار فروش رفته‌است و هم چنین در بین ۱۰۰ فیلم پرفروش تاریخ، در رده‌ی ۸۵ جدول قرار دارد.

## هری پاتر و جام آتش
هری پاتر و جام آتش (به انگلیسی: Harry Potter and the Goblet of Fire) فیلمی فانتزی، ۱۵۷ دقیقه ای، محصول سال ۲۰۰۵ و به کارگردانی مایک نیوول و نویسندگی استیو کلاوز است که توسط شرکت برادران وارنر توزیع شد. این فیلم بر اساس کتابی با همین نام که نوشتهٔ جی. کی. رولینگ است، ساخته شده و چهارمین فیلم از مجموعه فیلم‌های هری پاتر می‌باشد و نامزد یک جایزه‌ی اسکار در بخش بهترین کارگردان هنری شد. 

### داستان
هری پاتر به پسری بالغ تبدیل شده‌است و در سال چهارم درس می‌خواند. او امسال مجبور به شرکت در مسابقه‌ی سه جادوگر می‌شود.

### فروش
فیلم هری پاتر و جام آتش با بودجه‌ی ۱۵۰ میلیون دلاری، در حدود ۸۹۷٬۰۹۹٬۷۹۴ دلار فروش رفته‌است و همچنین در بین ۱۰۰ فیلم پرفروش تاریخ، در رده‌ی ۵۹ جدول قرار دارد.

## فیلم هری پاتر و محفل ققنوس
هری پاتر و محفل ققنوس (به انگلیسی: Harry Potter and the Order of the Phoenix) فیلمی فانتزی، ۱۳۸ دقیقه ای، محصول سال ۲۰۰۷ بریتانیا و به کارگردانی دیوید یتس و نویسندگی مایکل گولدن‌برگ است که توسط شرکت برادران وارنر توزیع شد. این فیلم بر اساس کتابی با همین نام که نوشتهٔ جی. کی. رولینگ است، ساخته شده و پنجمین فیلم از مجموعه فیلم‌های هری پاتر می‌باشد.

### داستان
در این سال هری پاتر در مقطع پنجم دروس هاگوارتز است و باید امتحانات سمج (سطوح مقدماتی جادوگری) بدهد در ضمن هم وزارت سحر و جادو باور نمی‌کند که لرد ولدمورت بازگشته است و از این جهت هری پاتر و آلبوس دامبلدور را تحت فشار می‌گذارد. در آخر در نبردی سیریوس بلک پدرخوانده‌ی او توسط بلاتریکس لسترنج کشته می‌شود و در آخر وزارت سحر و جادو متقاعد می‌شود که ولدمورت بازگشته است.

### فروش
فیلم هری پاتر و جام آتش با بودجه‌ی ۱۵۰ میلیون دلاری، در حدود ۹۴۰٬۰۱۸٬۴۵۱ دلار فروش رفته‌است و هم چنین در بین ۱۰۰ فیلم پرفروش تاریخ، در رده‌ی ۵۴ جدول قرار دارد.

## فیلم هری پاتر و شاهزاده دورگه
هری پاتر و شاهزاده دورگه (به انگلیسی: Harry Potter and the Half-Blood Prince) فیلمی فانتزی، ۱۵۳ دقیقه ای، محصول سال ۲۰۰۹ بریتانیا به کارگردانی دیوید یتس و نویسندگی استیو کلاوز است که توسط شرکت برادران وارنر توزیع شد و همچنین این فیلم نامزد جایزه‌ی اسکار بهترین فیلمبرداری شد. این فیلم بر اساس کتابی با همین نام که نوشتهٔ جی. کی. رولینگ است، ساخته شده و ششمین فیلم از مجموعه‌ی فیلم‌های هری پاتر می‌باشد.

### داستان
در این قسمت هری پاتر در سال ششم هاگوارتز تحصیل می‌کند. هری در این سال تحصیلی برای اولین بار کلاس‌های خصوصی با دامبلدور دارد که در آن‌ها به مرور و بازبینی خاطرات لرد سیاه می‌پردازند؛ در انتها بنابر اتفاقاتی متوجه وجود جان‌پیچه‌ها شده و دامبلدور توسط سورس اسنیپ کشته می‌شود. این داستان مقدمه‌ای بر قسمت آخر هری پاتر محسوب شده و برای واپسین بار، هری و دوستانش در مدرسه هاگوارتز حضور می‌یابند.

### فروش
فیلم هری پاتر و شاهزاده دورگه با بودجه‌ی ۲۵۰ میلیون دلاری، در حدود ۹۳۴٬۵۴۶٬۵۶۸ دلار فروش رفته‌است و همچنین در بین ۱۰۰ فیلم پرفروش تاریخ، در رده‌ی ۵۵ جدول قرار دارد.

## فیلم هری پاتر و یادگاران مرگ - قسمت اول
هری پاتر و یادگاران مرگ- قسمت اول (به انگلیسی: Harry Potter and the Deathly Hallows - Part 1) فیلمی فانتزی، ۱۴۶ دقیقه ای، محصول سال ۲۰۱۰ بریتانیا به کارگردانی دیوید یتس و نویسندگی استیو کلاوز است که توسط شرکت برادران وارنر توزیع شد و همچنین این فیلم کاندیدای دو جایزه‌ی اسکار یکی در بخش کارگردان هنری و دیگری در بخش جلوه‌های ویژه شد. این فیلم بر اساس کتابی با همین نام که نوشتهٔ جی. کی. رولینگ است، ساخته شده و هفتمین فیلم از مجموعه‌ی فیلم‌های هری پاتر می‌باشد.

### داستان
لرد ولدمورت قوی‌تر شده و قدرتش در حال رشد است. در حال حاضر وزارت سحر و جادو و هاگوارتز در کنترل اوست. هری، رون و هرماینی تصمیم گرفته‌اند کار دامبلدور را به پایان برسانند و بقیه جان‌پیچ‌ها را پیدا کنند تا ولدمورت را شکست بدهند. اما برای این سه نفر و بقیهٔ دنیای جادوگری امید کمی باقی‌مانده‌است.در جریان جستجو برای جان پیچ ها هری،هرماینی و رون متوجه میشوند افسانه یادگاران مرگ حقیقت دارد و ولدمورت به دنبال ابر چوب‌دستی است؛ در پایان این قسمت مشاهده میکنیم دابی جن برای نجات هری پاتر جان خود را از دست می‌دهد و ولدمورت ابر چوب‌دستی را در آرامگاه آلبوس دامبلدور میابد.

### فروش
فیلم هری پاتر و یادگاران مرگ- قسمت اول، با بودجه‌ای کمتر از ۲۵۰ میلیون دلاری، در حدود ۹۶۰٬۴۳۱٬۵۶۸ دلار فروش رفته‌است و هم چنین در بین ۱۰۰فیلم پرفروش تاریخ، در رده‌ی ۵۰ جدول قرار دارد.

## فیلم هری پاتر و یادگاران مرگ - قسمت دوم

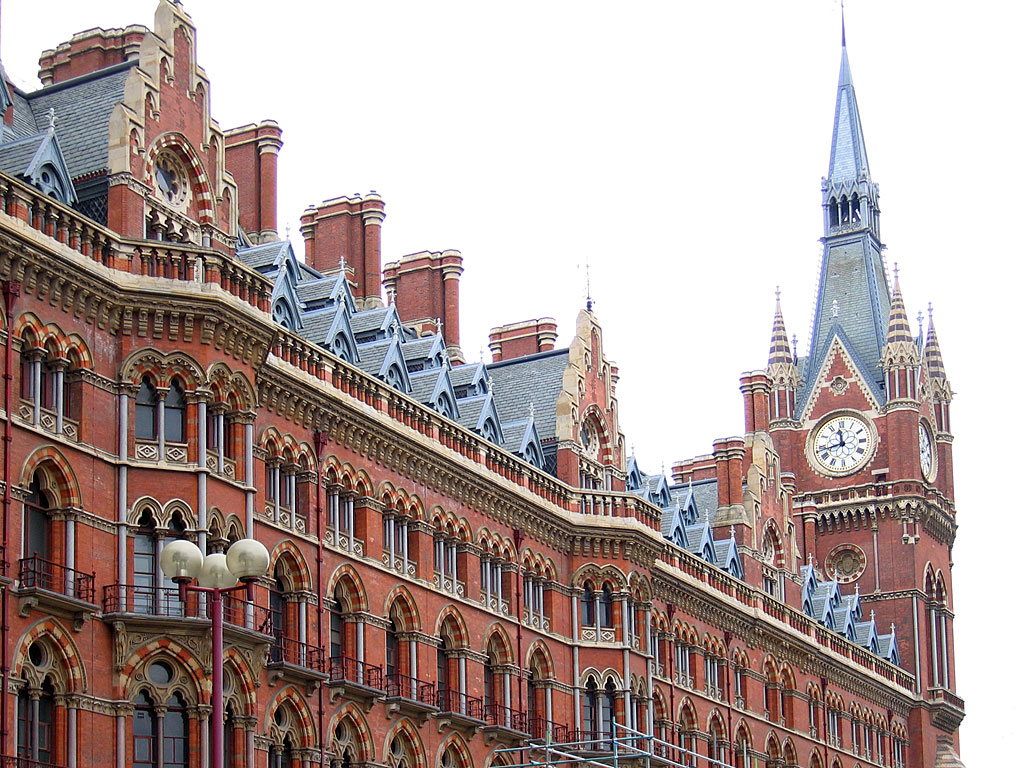
صحنه‌های آخر فیلم در ۱۹ سال بعد

هری پاتر و یادگاران مرگ- قسمت دوم (به انگلیسی: Harry Potter and the Deathly Hallows - Part 2) عنوان قسمت دوم هفتمین سری این مجموعه، فیلمی ۱۳۰ دقیقه ای است که در تاریخ ۱۵ ژوئیه ۲۰۱۱ اکران شد. این فیلم بر اساس کتاب هری پاتر و یادگاران مرگ نوشته‌شده و کارگردانی آن برعهده‌ی دیوید ییتس است. این فیلم هشتمین و آخرین فیلم از سری فیلم‌های هری پاتر است که فیلم‌نامه‌اش توسط استیو کلاوز نوشته شده و تهیه‌کنندگانش دیوید هیمن، دیوید بارون و رولینگ بوده‌اند.

### داستان
این فیلم که ادامه‌ی داستان هری پاتر و یادگاران مرگ- قسمت اول است، جنگ بین هری پاتر و دشمنش ولدمورت در مدرسه هاگوارتز را نشان می‌دهد که هری باید بقیه‌ی جان پیچ‌ها را نابود کند تا بتواند ولدمورت را شکست دهد.
فیلم هری پاتر و یادگاران مرگ- قسمت دوم،  با بودجه‌ی کمتر از ۲۵۰ میلیون دلاری اش، در حدود ۷۳٬۰۹۴٬۱۸۷ پوند در انگلستان، ۳۸۱٬۰۱۱٬۲۱۹ دلار در آمریکا و ۱٬۳۴۱٬۶۹۳٬۱۵۷ دلار در مجموع در جهان فروش رفته‌است و هم چنین در بین ۱۰۰ فیلم پرفروش تاریخ، در رده‌ی ۱۲ جدول قرار دارد. این فیلم، رکورد فیلم هری پاتر و سنگ جادو، به کارگردانی کریس کلمبوس که ابتدا در رده‌ی اول سری پرفروش هری پاتر با فروشی بالغ بر ۱ میلیارد دلار قرار داشت را با فروش ۱٫۳ میلیاردی اش شکست.

## گیشه فروش
در سال ۲۰۱۲، هشت‌گانه‌ی فیلم‌های هری پاتر، به پرفروش‌ترین سری فیلم‌های تاریخ با فروشی بالغ بر بیشتر از ۷٫۷ میلیارد دلار رسید. قبل از آن، سری فیلم‌های جیمز باند با فروشی بالغ بر ۶٫۱ میلیارد دلار در جایگاه اول قرار داشت. در ابتدا فیلم هری پاتر و سنگ جادو، به کارگردانی کریس کلمبوس در رده‌ی اول این سری پرفروش با فروشی بالغ بر ۹۷۵ میلیون دلار قرار داشت که بعداً فیلم هری پاتر و یادگاران مرگ- قسمت دوم، این رکورد را با فروش ۱٫۳ میلیارد دلاری‌اش شکست.
| فیلم                    | تاریخ انتشار   | فروش گیشه    | فروش گیشه                                  | فروش گیشه      | فروش گیشه      | بودجه                      | Ref(s)                             |
| فیلم                    | تاریخ انتشار   | انگلستان     | ایالات متحده آمریکا و کانادا (فروش تقریبی) | کشور های دیگر  | جهانی          | بودجه                      | Ref(s)                             |
| ----------------------- | -------------- | ------------ | ------------------------------------------ | -------------- | -------------- | -------------------------- | ---------------------------------- |
| سنگ جادو                | ۱۶ نوامبر ۲۰۰۱ | £۶۶٬۰۹۶٬۰۶۰  | $۳۱۷٬۵۷۵٬۵۵۰ (۵۵٬۹۷۶٬۲۰۰)                  | $۶۵۷٬۱۷۹٬۸۲۱   | $۹۷۴٬۷۵۵٬۳۷۱   | $۱۲۵ میلیون                | [ ۸ ] [ ۹ ] [ ۹ ] [ ۱۰ ] [ ۱۱ ]    |
| تالار اسرار             | ۱۴ نوامبر ۲۰۰۲ | £۵۴٬۷۸۰٬۷۳۱  | $۲۶۱٬۹۸۸٬۴۸۲ (۴۴٬۹۷۸٬۹۰۰)                  | $۶۱۶٬۹۹۱٬۱۵۲   | $۸۷۸٬۹۷۹٬۶۳۴   | $۱۰۰ میلیون                | [ ۱۰ ] [ ۱۱ ] [ ۱۲ ] [ ۱۳ ]        |
| زندانی آزکابان          | ۳۱ مه ۲۰۰۴     | £۴۵٬۶۱۵٬۹۴۹  | $۲۴۹٬۵۴۱٬۰۶۹ (۴۰٬۱۸۳٬۷۰۰)                  | $۵۴۷٬۱۴۷٬۴۸۰   | $۷۹۶٬۶۸۸٬۵۴۹   | $۱۳۰ میلیون                | [ ۱۰ ] [ ۱۱ ] [ ۱۴ ]               |
| جام آتش                 | ۱۸ نوامبر ۲۰۰۵ | £۴۸٬۳۲۸٬۸۵۴  | $۲۹۰٬۰۱۳٬۰۳۶ (۴۵٬۱۸۸٬۱۰۰)                  | $۶۰۶٬۸۹۸٬۰۴۲   | $۸۹۶٬۹۱۱٬۰۷۸   | $۱۵۰ میلیون                | [ ۱۰ ] [ ۱۱ ] [ ۱۵ ] [ ۱۶ ]        |
| هری پاتر و محفل ققنوس   | ۱۱ ژوئیه ۲۰۰۷  | £۴۹٬۱۳۶٬۹۶۹  | $۲۹۲٬۰۰۴٬۷۳۸ (۴۲٬۴۴۲٬۵۰۰)                  | $۶۴۷٬۸۸۱٬۱۹۱   | $۹۳۹٬۸۸۵٬۹۲۹   | $۱۵۰ میلیون                | [ ۱۰ ] [ ۱۱ ] [ ۱۷ ] [ ۱۸ ]        |
| شاهزاده دورگه           | ۱۵ ژوئیه ۲۰۰۹  | £۵۰٬۷۱۳٬۴۰۴  | $۳۰۱٬۹۵۹٬۱۹۷ (۴۰٬۲۶۱٬۲۰۰)                  | $۶۳۲٬۴۵۷٬۲۹۰   | $۹۳۴٬۴۱۶٬۴۸۷   | $۲۵۰ میلیون                | [ ۱۰ ] [ ۱۱ ] [ ۱۹ ] [ ۲۰ ]        |
| یادگاران مرگ - قسمت اول | ۱۹ نوامبر ۲۰۱۰ | £۵۲٬۳۶۴٬۰۷۵  | $۲۹۵٬۹۸۳٬۳۰۵ (۳۷٬۵۰۳٬۷۰۰)                  | $۶۶۴٬۳۰۰٬۰۰۰   | $۹۶۰٬۲۸۳٬۳۰۵   | کمتر از $۲۵۰ میلیون (رسمی) | [ ۱۰ ] [ ۱۱ ] [ ۲۱ ] [ ۲۲ ] [ ۲۳ ] |
| یادگاران مرگ - قسمت دوم | ۱۵ ژوئیه ۲۰۱۱  | £۷۳٬۰۹۴٬۱۸۷  | $۳۸۱٬۰۱۱٬۲۱۹ (۴۸٬۰۴۶٬۸۰۰)                  | $۹۶۰٬۵۰۰٬۰۰۰   | $۱٬۳۴۱٬۵۱۱٬۲۱۹ | کمتر از $۲۵۰ میلیون (رسمی) | [ ۱۱ ] [ ۲۳ ] [ ۲۴ ]               |
| مجموع فروش              | مجموع فروش     | £۴۴۰٬۲۶۹٬۷۳۶ | $۲,۳۹۰,۰۷۶,۵۹۶                             | $۵,۳۳۳,۳۵۴,۹۷۶ | $۷,۷۲۳,۴۳۱,۵۷۲ | $۱٫۱۵۵ میلیارد             | [ ۲۵ ]                             |